# Szung Taj-cung kínai császár
Szung Taj Cung (939. november 20. – 997. május 8.) kínai császár 976-tól haláláig, ő szilárdította meg a Szung-dinasztia uralmát.
II. Taj Cu fivéreként született. Bátyja halála után – vélhetően annak akaratával szemben – került a trónra (Taj Cu gyermeke még kiskorú volt). Ezt az is megerősíti, hogy a korábban szelíd emberként ismert Taj Cung kegyetlenségével hamarosan az öngyilkosságba kergette saját öccsét és unokaöccsét.
979-ben elfoglalta Dél-Kína két megmaradt független királyságát, így a még 300 évig létező Szung Birodalom már ekkorra nagyarészt elérte legnagyobb területi kiterjedését. Külpolitikájában már kevésbé volt sikeres a császár:  amikor megpróbálta visszafoglalni a Peking és a kínai nagy fal közti területet az ottani Liao államot megalapító kitajoktól, súlyos vereséget szenvedett.
Taj Cung nagyobb hatalmat összpontosított a kezében elődeinél: megtartotta a Tang-dinasztia közigazgatási rendszerét, de a birodalmat 15 új tartományra osztotta új kormányzókkal az élükön. Kibővítette a hivatalnoki vizsgarendszert, cselekedeteivel pedig uralma végére megszilárdította a Szungok uralmát, előkészítve az utódai alatt elkövetkező nagy gazdasági, művészeti fellendülést.
Taj Cung 21 évnyi uralom után 57 éves korában hunyt el. A trónon fia, Csen Cung követte.

## Lásd még
- A Szung-dinasztia családfája

| Előző uralkodó: II. Taj Cu | Kínai császár 976 – 997 | Következő uralkodó: Csen Cung |